# Austrocidaria similata
Austrocidaria similata là một loài bướm đêm thuộc họ Geometridae. Chúng được tìm thấy ở quần đảo Auckland, đảo Campbell, quần đảo Snares, quần đảo Chatham và Chính quốc New Zealand, đảo Stewart và đảo Codfish.
Con trưởng thành bay vào tháng 12, tháng 2, tháng 5 và tháng 9. Ấu trùng ăn các loài thực vật thuộc chi Coprosma.

## Hình ảnh

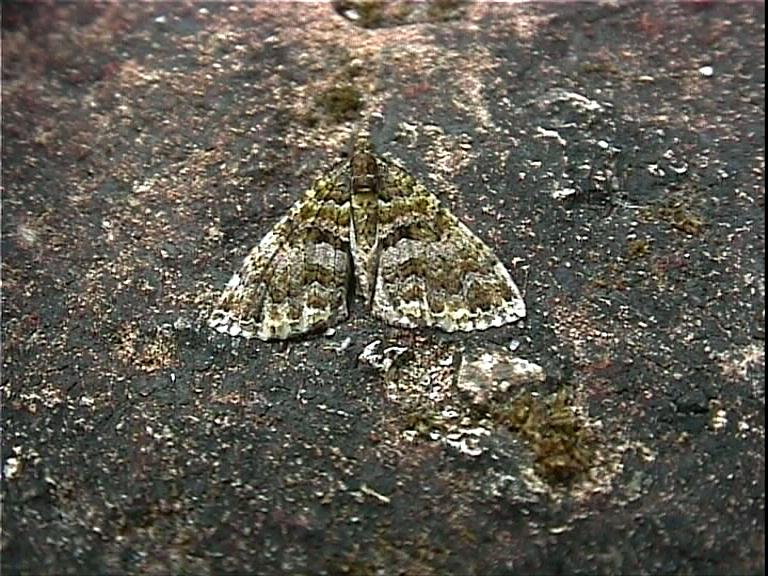
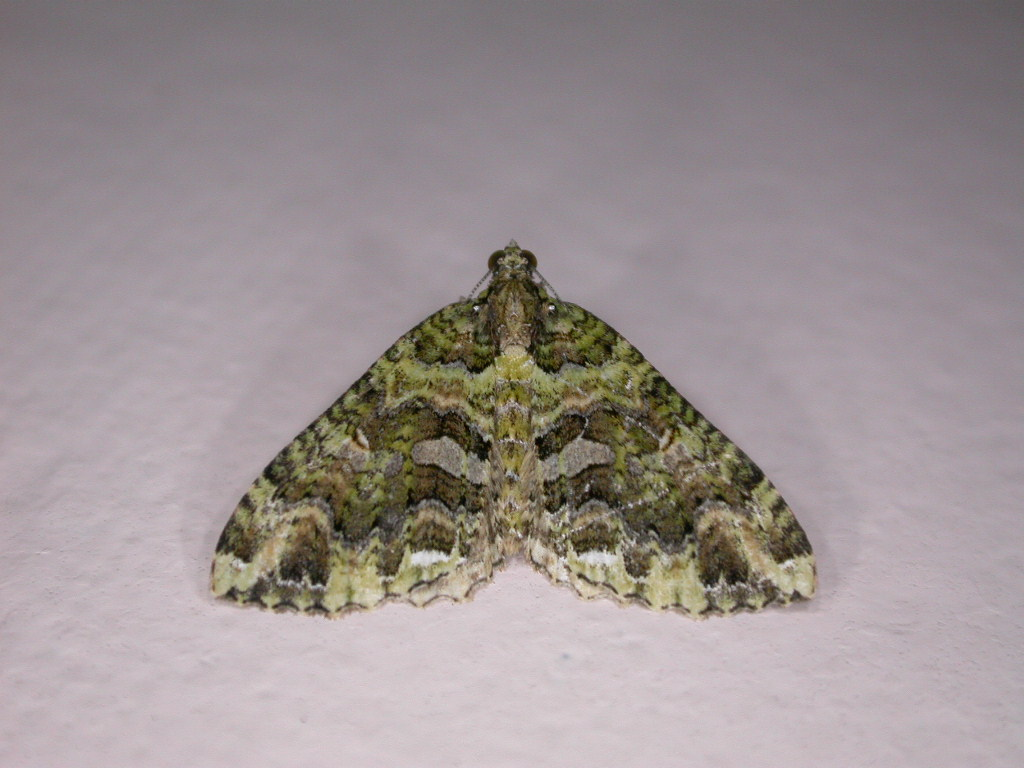
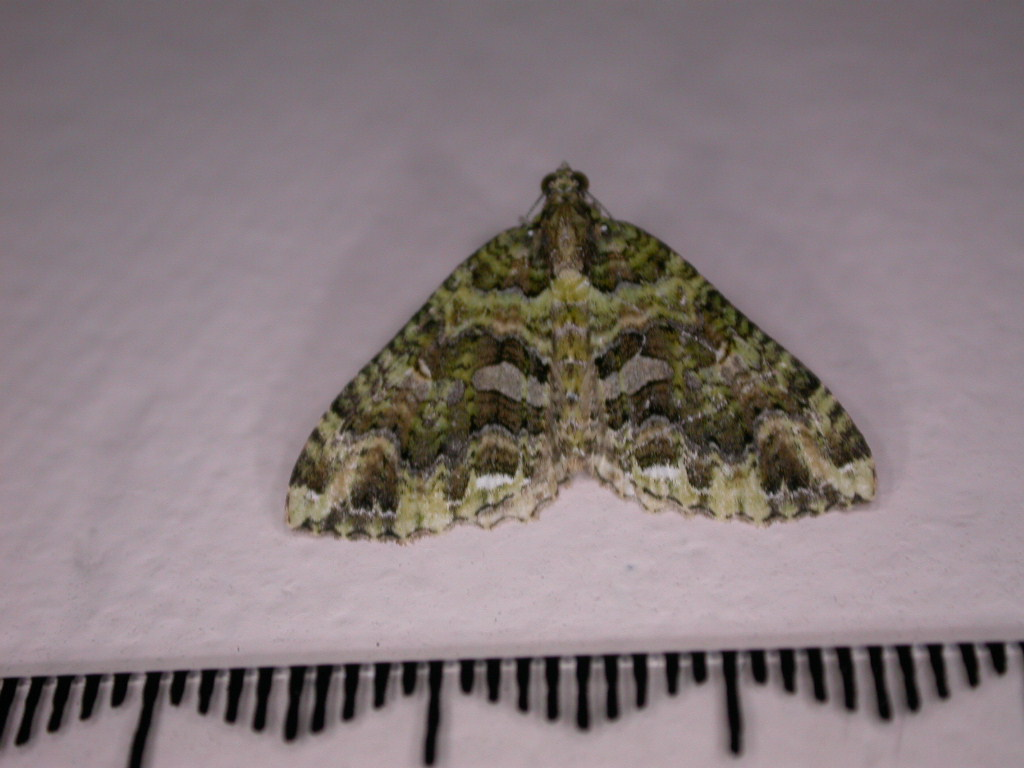